# Eteläjärvi
Eteläjärvi är en sjö i Finland. Den ligger i Tammerfors stad i landskapet Birkaland, i den södra delen av landet, 180 km norr om huvudstaden Helsingfors. Eteläjärvi ligger 130 meter över havet. Arean är 10,7 hektar och strandlinjen är 1,39 kilometer lång. Sjön  ingår i Kumo älvs huvudavrinningsområde.   Den ligger vid sjön Velaatanjärvi. I omgivningarna runt Eteläjärvi växer i huvudsak blandskog.